# Arthroleptinae
Arthroleptinae Mivart, 1869 è una sottofamiglia di anfibi Anuri appartenente alla famiglia degli Artroleptidi.

## Distribuzione
Le specie di questa sottofamiglia sono diffuse nell'Africa subsahariana.

## Tassonomia
La sottofamiglia comprende 66 specie raggruppate in due generi:
- Arthroleptis Smith, 1849 (48 sp.)
- Cardioglossa Boulenger , 1900 (18 sp.)